# Palazzo delle Finanze

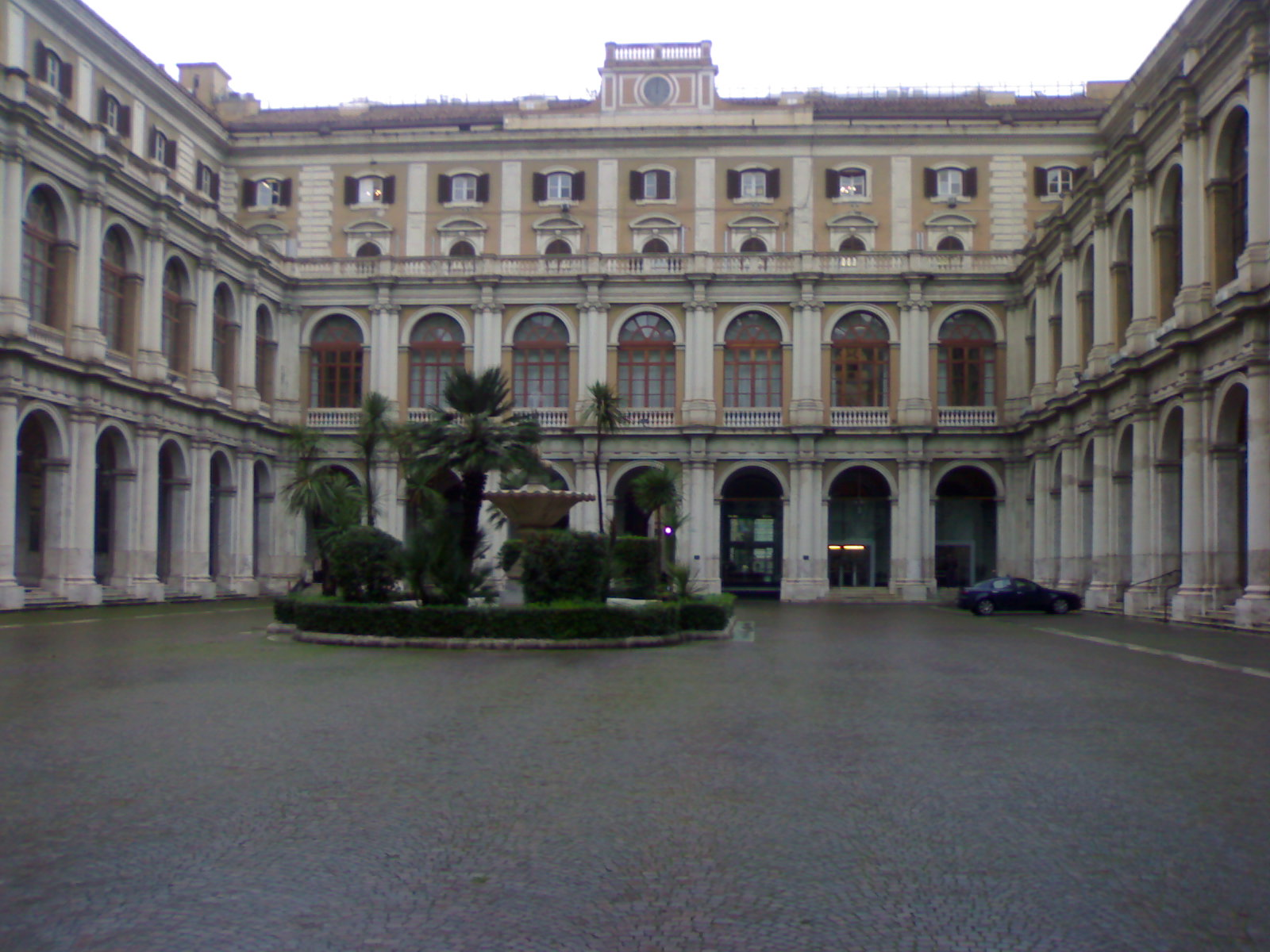
La cour centrale du palais de la Finance.

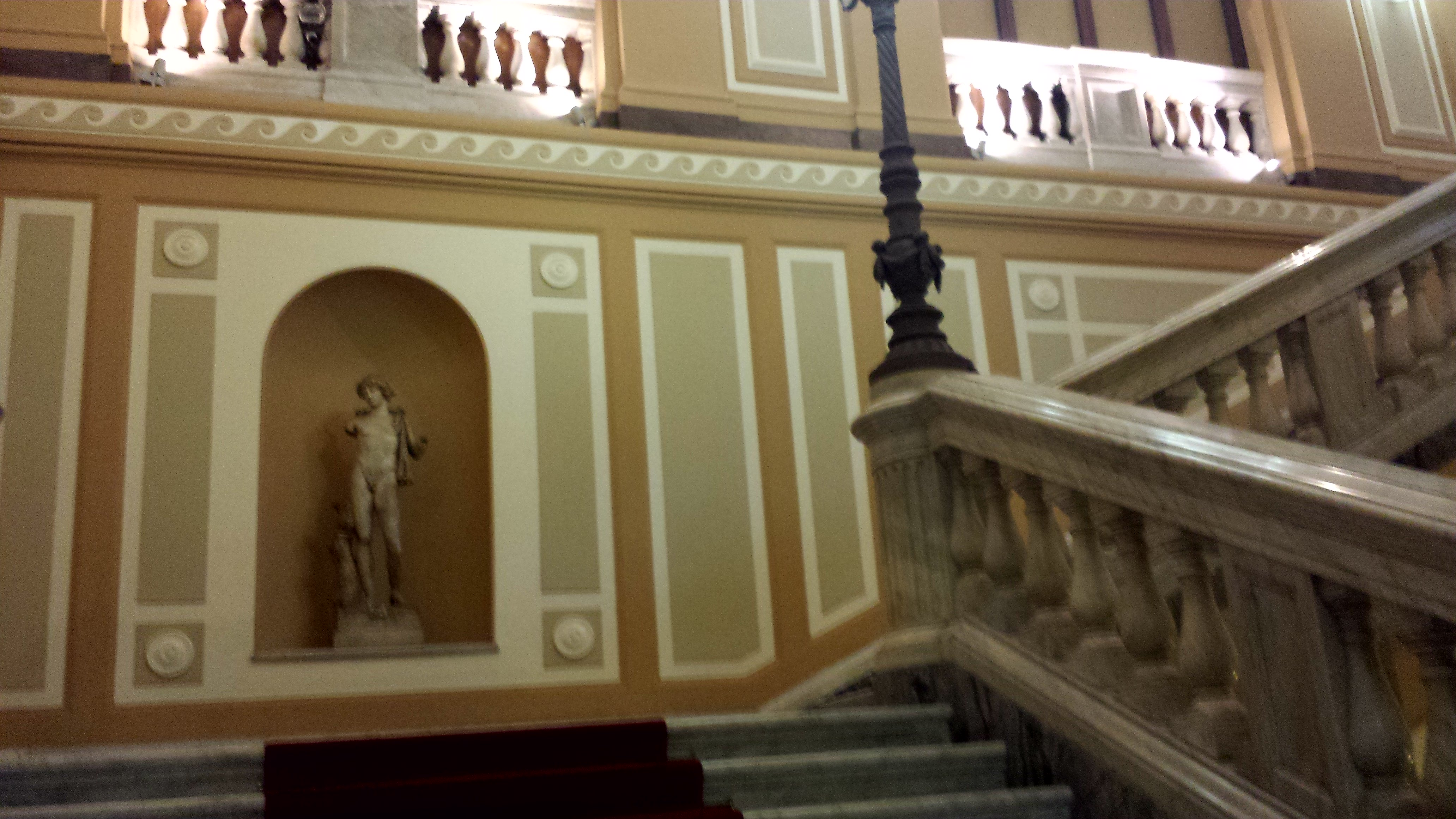
Le grand escalier du Palazzo delle Finanze.

Le Palazzo delle Finanze est un palais historique de Rome, le siège actuel du ministère de l'Économie et des Finances italien.

## Histoire
Voulu par le ministre des Finances, Quintino Sella, qui l'a pensé pour accueillir ici les 2 200 employés du ministère des Finances du royaume d'Italie (y compris le personnel de la Cour des comptes et des directions générales du Trésor, de l'État, de la Dette publique et de la Caisse des dépôts et des prêts). Il a été réalisé en cinq ans et accueille actuellement près de 7.295 fonctionnaires.
Le projet est de l'ingénieur Raffaele Canevari, en collaboration avec d'autres grands architectes de l'époque. Le portique Renaissance à l'intérieur est de Francesco Pieroni, l'entrée de la Via XX Septembre fut réalisée par Ercole Rosa et enfin l'entrée de la Via Cernaia par Pietro Costa.
La construction du palais a été confiée à la Société vénitienne de bâtiments publics, dont Vincenzo Stefano Breda a été un membre fondateur et le président.
Le début de la construction du palais, avec la modernisation de la gare de Rome-Termini, a marqué le début de l'irrésistible vague d'expansion urbaine qui a conduit à la naissance, selon le schéma directeur de Luigi Pianciani (1873), des districts de la "nouvelle Rome": le quartier Macao ou de l'Indépendance (quartier de Castro Pretorio, dont le palais des Finances fait partie), la Sallustiano, le Ludovisi, l'Esquilin, conçu après la décision de déplacer la capitale du royaume d'Italie à Rome. Pour les travaux de construction du ministère, les vestiges de la Porta Collina, l'une des portes de l'ancienne muraille Servienne, ont été démolis, et couverts avec les restes des Thermes de Dioclétien.

## Description

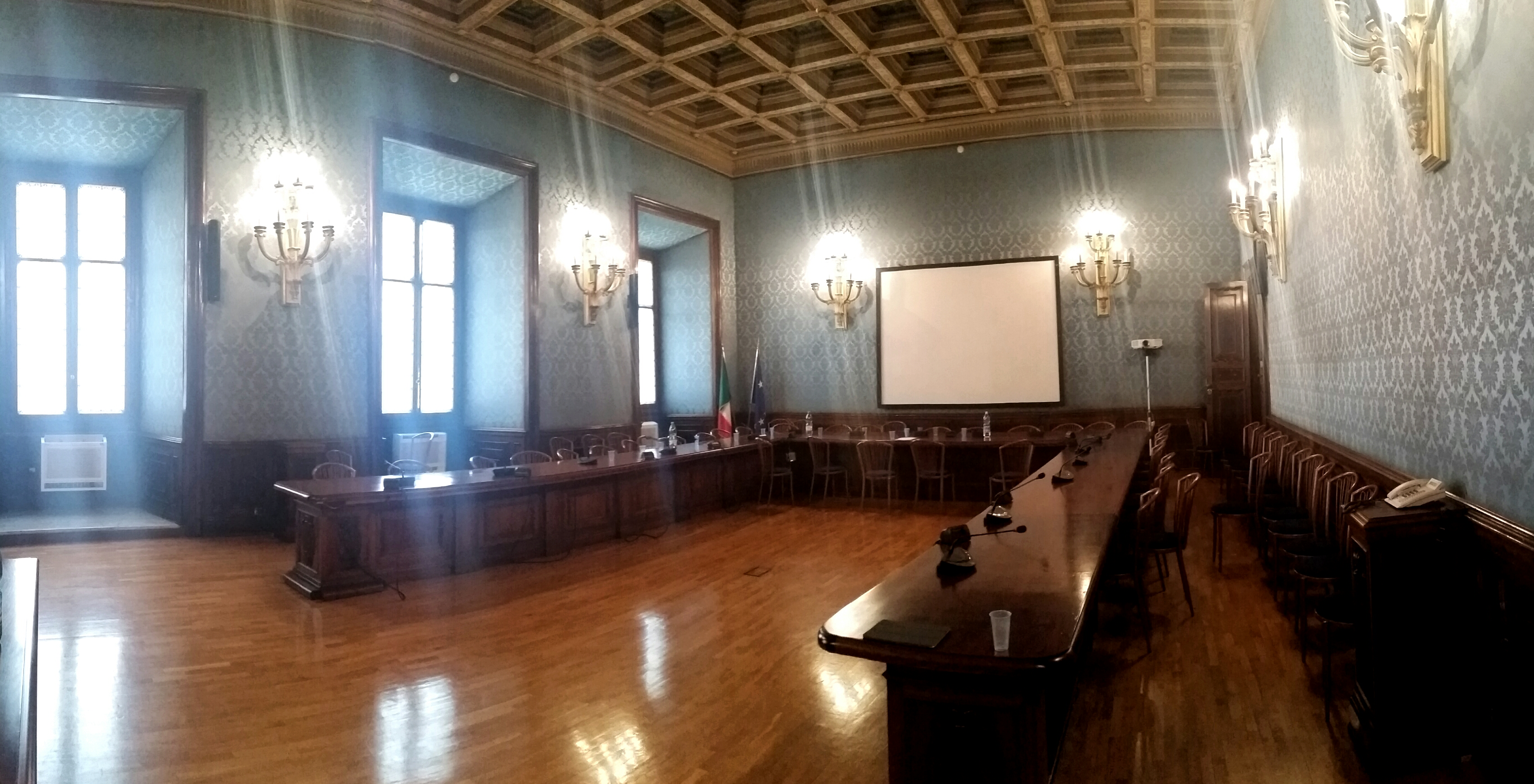
Sala Azzurra, le Palazzo delle Finanze, ministère de l'économie et des finances à Rome

L'édifice mesure 300 mètres de long et 120 de large, sur une surface égale à 152 000 m2.
Le Palazzo delle Finanze est le premier grand bâtiment public de la nouvelle capitale du Royaume d'Italie, il a même accueilli le Conseil des ministres pour un court moment dans la Sala della Maggioranza. La voûte de la salle, décorée par Cesare Mariani, représente au centre, l'allégorie de l'Italie, et sur les quatre côtés, face aux balustrades, quatre groupes censés avoir déterminé l'unité et l'indépendance de la nation : la maison de Savoie, les commandants de l'armée, les politiciens, les législateurs et les poètes-philosophes. Le lustre central, d'origine, en fer forgé, est doré à décor de Francesco Pieroni.
De grande valeur est la Sala del Parlamentino, historiquement le siège des audiences publiques de la Cour des comptes. Pour couronner le haut volume, selon le projet de Domenico Bruschi et Cecrope Barilli, un beau plafond à caissons avec motifs floraux. Un intérêt particulier est la Chambre bleue, une salle de réunion du Directeur général du Trésor, avec des vitraux de l'historique Vetreria De Matteis de Florence.

## Utilisations
De 1961 à 2014, a été placé dans le palais des Finances, le Musée numismatique italien, géré par l'Istituto Poligrafico e Zecca dello stato, qui abrite plus de vingt mille œuvres numismatiques, entre les monnaies, les médailles, les croquis et autres objets monétaires. Une grande partie de la collection, de haute qualité, a été constituée par le Cabinet numismatique de la monnaie, le Vatican après la prise de Rome en 1870. Le musée, qui sera situé dans un nouveau siège, a été présenté en avant-première dans le centre de Taormina, en septembre 2015.
Entre 2003 et 2006 ont été faites quatre principales interventions de requalification des espaces du palais, qui comprenait des éléments modernes et de la technologie dans l'architecture de l'édifice: l'entrée de verre et d'acier appelée la Porte de l'Europe, la Piscine ordinateur DT-RGS, la nouvelle bibliothèque du département du Trésor et le Pôle multifonctionnel pour le RGS. Ces quatre interventions sont décrites dans la bibliographie récente sur le Palais et les trois derniers ont été conçus par l'architecte Daniele Durante.